# VVV-Venlo
A VVV-Venlo, teljes nevén Venlose Voetbal Vereniging Venlo egy holland labdarúgócsapat. A klubot 1903-ban alapították, jelenleg a másodosztályban szerepel.

## Jelenlegi keret
| #  |     | Poszt | Név              |
| -- | --- | ----- | ---------------- |
| 1  | NED | K     | Dennis Gentenaar |
| 2  | NED | V     | Michael Timisela |
| 3  | NED | V     | Sjors Verdellen  |
| 4  | NED | V     | Frank van Kouwen |
| 5  | NED | V     | Niels Fleuren    |
| 6  | BEL | KP    | Ken Leemans      |
| 7  | NED | CS    | Ruben Schaken    |
| 8  | BEL | KP    | Kevin Van Dessel |
| 9  | NED | CS    | Sandro Calabro   |
| 15 | NED | CS    | Ahmed Ahahaoui   |
| 16 | BEL | K     | Kevin Begois     |

| #  |     | Poszt | Név            |
| -- | --- | ----- | -------------- |
| 17 | NED | V     | Ferry de Regt  |
| 18 | NED | KP    | Adil Auassar   |
| 20 | NED | CS    | Ruud Boymans   |
| 21 | POR | CS    | Diogo Viana    |
| 22 | GER | K     | Robert Bohm    |
| 23 | NED | CS    | Rick Verbeek   |
| 24 | NED | CS    | Soufiane Dadda |
| 26 | NED | V     | Henrico Drost  |
| 27 | NED | KP    | Patrick Paauwe |
| 28 | NED | KP    | Jasar Takak    |

### Kölcsönben
| #  |     | Poszt | Név                             |
| -- | --- | ----- | ------------------------------- |
| 14 | NED | CS    | Marnix Kolder (BV Veendam)      |
| 19 | NED | CS    | Rachid Ofrany (AGOVV Apeldoorn) |

## Korábbi vezetőedzők
- Rob Baan 1972 - 1978[1]
- Wim Dusseldorp
- Doeke Hulshuizen
- Frans Körver
- Adrie Koster
- Herbert Neumann
- Hennie Spijkerman
- Henk van Stee
- Sef Vergoossen
- Jan Versleijen

## Külső hivatkozások
- Hivatalos weboldal
- Fanclub D'n Twellefde Man - Rajongói oldal
- Alles heej is VVV - Rajongói oldal